# Referer
A referer a számítógépes hálózatoknál a HTTP protokoll egyik fejléce, amelybe a weboldalt lekérő böngésző azt az URL-t írja, ahonnan az oldalra hivatkoztak. Például ha a felhasználó egy linkre kattint, a böngésző elküldi az új oldalnak a linket tartalmazó oldal címét; ha egy weboldal egy képet tartalmaz egy IMG HTML elem segítségével, a kép letöltésekor a böngésző a weboldalt adja meg hivatkozónak. A referer a látogatottsági statisztikák fontos eleme, segítségével meg lehet tudni, hogy honnan érkezik a legtöbb látogató egy weboldalra, illetve milyen útvonalat követnek az oldalon belül; emellett a jogosulatlan lekérések (mint például a hotlinkelés) és a hamisított lekérések kiszűrésére is használják.
A referer az angol referrer („hivatkozó”) szó egyik gyakran előforduló hibás írásmódja; olyan gyakori, hogy a HTTP szabványba is így került be, és ezáltal a számítástechnikában hivatalossá vált.
Egyes böngészőkben, illetve egyes tűzfalak segítségével le lehet tiltani vagy meg lehet változtatni a referert, ezt referer spoofingnak hívják. Néha úgy próbálják egy oldal látogatottságát vagy keresőbeli helyezését javítani, hogy mesterségesen kreálnak más oldalakon látogatásokat, és refererként a reklámozandó oldalt adják meg; ez a referer spam.

## Külső hivatkozások
- RFC 2616: a HTTP, és annak részeként a referer fejléc specifikációja